# Glasblåsning
Glasblåsning är en teknik som idag främst används för att framställa konstglas. Vanliga dricksglas och liknande framställs antingen maskinellt eller genom blåsning i form. 
Man tror att glas för första gången tillverkades i Syrien ca 5000 år f.Kr. Användningen av glasmassa inskränkte sig då till att "glasera" föremål av sten och lera. Tekniken att blåsa glas uppfanns ungefär 50 f. Kr. Glasblåsning är ett traditionellt hantverk, vars grunder inte har ändrats så mycket sedan det uppfanns. Glasblåsning kräver lagarbete och yrkesskicklighet. I århundraden tillverkades praktiskt taget alla glasföremål med den tekniken, till och med fönster- och spegelglas. För dessa glastyper blåste man korvformade glascylindrar, som sedan klipptes upp och kavlades plana på ett marmorbord.
Råmaterialet till en vanlig form av glasmassa består av sand (59 %), soda (18 %), dolomit (15 %), kalksten (4 %), nefelin (3 %) och sulfat (1 %). Förhållandet mellan de olika beståndsdelarna varierar beroende på vad glaset ska användas till, om det ska vara lättflytande eller "kallt", det vill säga trögflytande och lättare att jobba med, och dess övriga egenskaper. När man framställer färgat glas, kan man också tillsätta olika metalloxider, eller andra kemikalier som fosfat, selen eller guld. 
Det finns idag en skola i Sverige som utbildar glasblåsare, Riksglasskolan i Pukeberg.